# Mezquita de Fethiye
La Mezquita de Fethiye (en turco: Fethiye Camii «Mezquita de la conquista», en griego: Φετιχιέ τζαμί/Fetichié tzamí) es un edificio otomano situado en el ágora romana de Atenas, Grecia. El actual monumento se erigió entre 1668 y 1670, en el emplazamiento de una basílica bizantina del siglo VIII-IX convertida en mezquita cuando la ciudad fue tomada por los otomanos en 1456.
Dsafectada para el culto poco después de la independencia de Grecia, el edificio se destinó posteriormente a diversos usos antes de ser restaurado en la década de 2010. En la actualidad se utiliza como espacio de exposición. 

## Historia

### Sustitución de una mezquita preexistente en elsigloXVII
El 4 de junio de 1456, los otomanos se apoderaron de Atenas, entonces en manos del duque florentino Francesco II Acciaioli. En el barrio de Aérides, en el corazón del ágora romana, la basílica bizantina del siglo VIII-IX, dedicada a la Virgen María, fue probablemente convertida en mezquita poco antes de la visita de Mehmed II a la ciudad en agosto de 1458. La visita triunfal del sultán, descrita por Critóbulo de Imbros y Laónico Calcocondilas, ha sido reconocida durante mucho tiempo por los historiadores como prueba de la fundación imperial de la mezquita en honor a la conquista de Atenas.
Sin embargo, el edificio no se menciona en los textos y registros con su nombre actual antes de 1676. Evliya Çelebi, por ejemplo, no la menciona durante su visita a Atenas en 1667, describiendo en su lugar la «antigua mezquita» (Eski Camii), una de las tres mezquitas principales de la ciudad baja en aquella época, en el mismo lugar. Además, según el historiador y estudioso de la arquitectura otomana, Machiel Kiel, la mezquita actual no es un patrocinio de Mehmed II, sino una reconstrucción de 1669-1670. que celebra la anexión otomana de Creta tras la guerra de Candía. Esta tesis, apoyada por investigaciones recientes, es ahora comúnmente aceptada por la comunidad científica.
Durante la breve ocupación veneciana de Atenas durante la guerra de Morea, entre octubre de 1687 y mayo de 1688, el edificio se convirtió en una iglesia católica dedicada a Dionisio Areopagita.
Debido a su ubicación, la mezquita tomó el nombre popular de «la mezquita del mercado del trigo» (en griego: Τζαμί του Σταροπάζαρου)13,14,15.

### Usos sucesivos desde la independencia de Grecia
El edificio fue considerado en su día como sede de la Asamblea del joven Estado griego independiente, pero finalmente fue abandonado para fines religiosos en 1824 y utilizado por la Filómusos Hetería de Atenas como lugar de enseñanza. El alminar fue probablemente destruido en los años siguientes a este nuevo uso.
A partir de 1834, la mezquita se utilizó sucesivamente como cuartel, prisión y luego como panadería militar para la guarnición ateniense hasta 1935. Los trabajos de restauración, cuyo objetivo era limpiar el edificio de sus anexos y del yeso, se llevaron a cabo posteriormente bajo los auspicios de Anastasios Orlandos, en el marco de las excavaciones del ágora romana.
En 1937, el régimen de Metaxás preveía la creación de un museo de historia moderna en Atenas, antes de que la Segunda Guerra Mundial acabara con el proyecto.
Desde 1956 hasta principios de 2010, la mezquita se utilizó como depósito arqueológico. La retirada de las antigüedades, la restauración del monumento y la apertura al público, previstas desde finales del siglo XX como parte de la unificación de los yacimientos arqueológicos del ágora romana, fueron anunciadas por el Ministerio de Cultura en otoño de 2010. Aprobada por el Consejo Arqueológico Central (KAS) en 2013, la campaña de restauración concluyó en 2017 con la reapertura de la mezquita como espacio expositivo.

## Arquitectura
La mezquita de Fethiye tiene una planta cuatrilobulada (o tetraconcha), que se caracteriza por una sala de oración cuadrada, delimitada por cuatro columnas que sostienen la cúpula, cuyo volumen se amplía con cuatro semicúpulas laterales y cuatro pequeñas cúpulas angulares. Así, la bóveda simétrica tiene forma de trébol de cuatro hojas. El mihrab, que indica la alquibla, tiene líneas sencillas sin ningún tipo de ornamentación. El interior está recubierto de yeso y carece de decoración policromada, salvo algunos temas florales en rojo y azul sobre el mihrab y la ventana oriental del muro norte.
En el exterior, un pórtico con cuatro columnas reutilizadas, coronado por cinco pequeñas cúpulas y pavimentado con mármol, sirve de entrada al oeste. los arcos se observan algunos restos de color. A ambos lados de la entrada, un nicho con mocárabes separa las dos ventanas del pórtico. Los marcos de mármol de la entrada y las ventanas están decorados con inscripciones, las más antiguas de las cuales datan de 1669-1670. El techo está cubierto de tejas. El alminar, que probablemente se remonta a la primera mezquita, dada su diferente orientación con respecto al resto del monumento, sólo se conserva en la base de la escalera de caracol.
La orientación de la mezquita es diferente a la de la basílica bizantina, lo que permite observar hoy parte de los cimientos de la primitiva iglesia.

## Galería

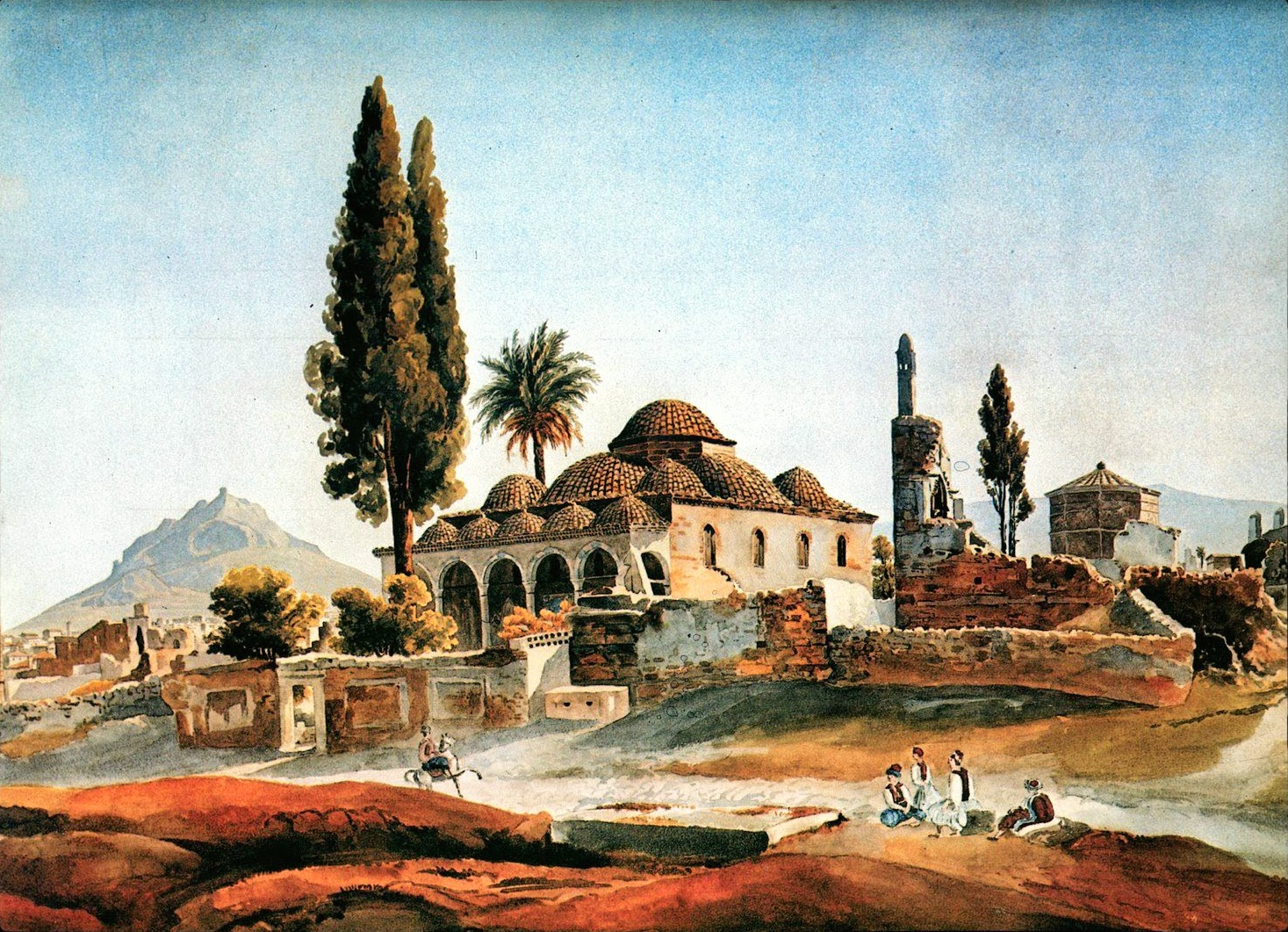
Dibujo de Pierre Peytier hacia 1830.
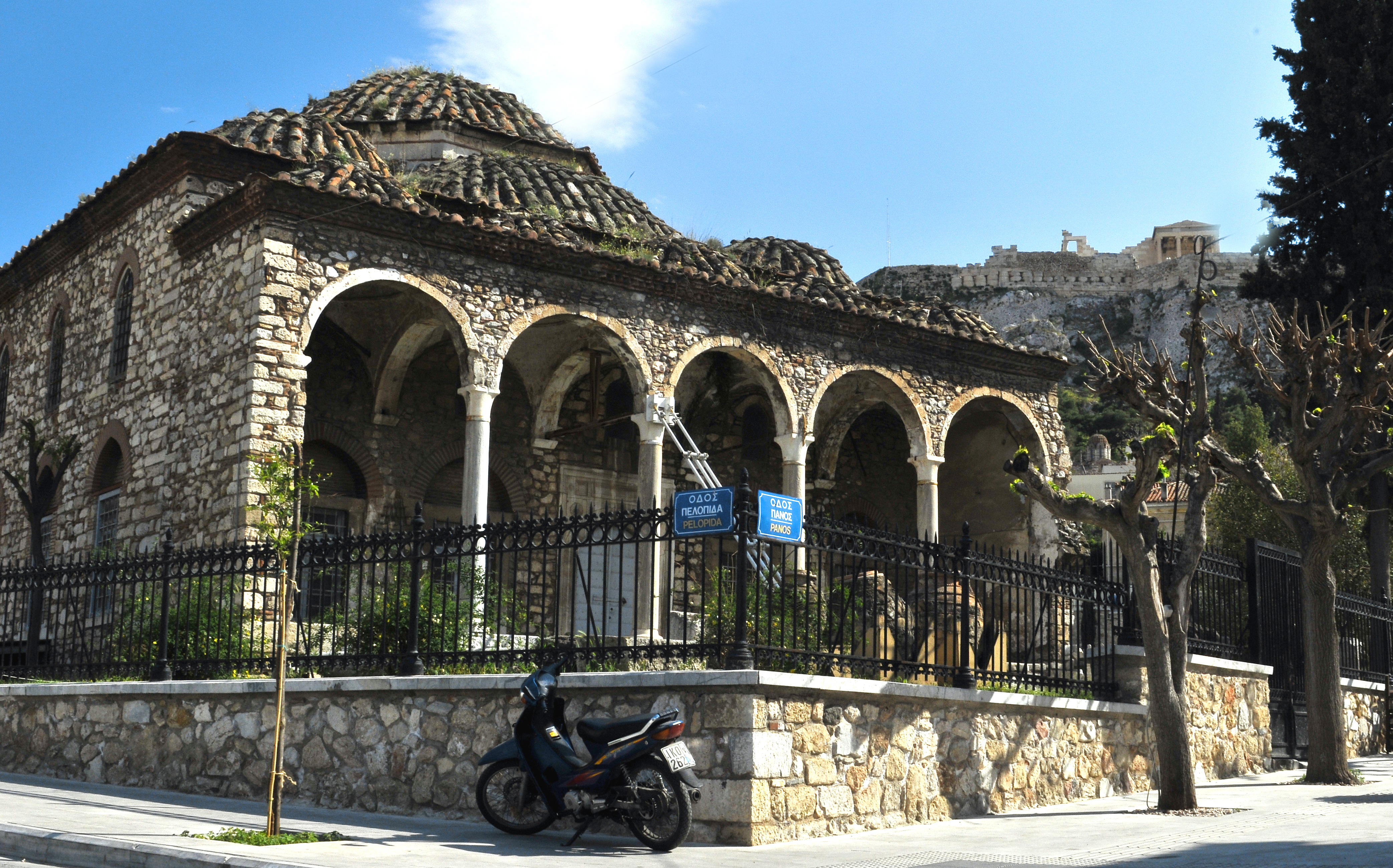
Vista desde el noroeste antes de las obras de restauración.
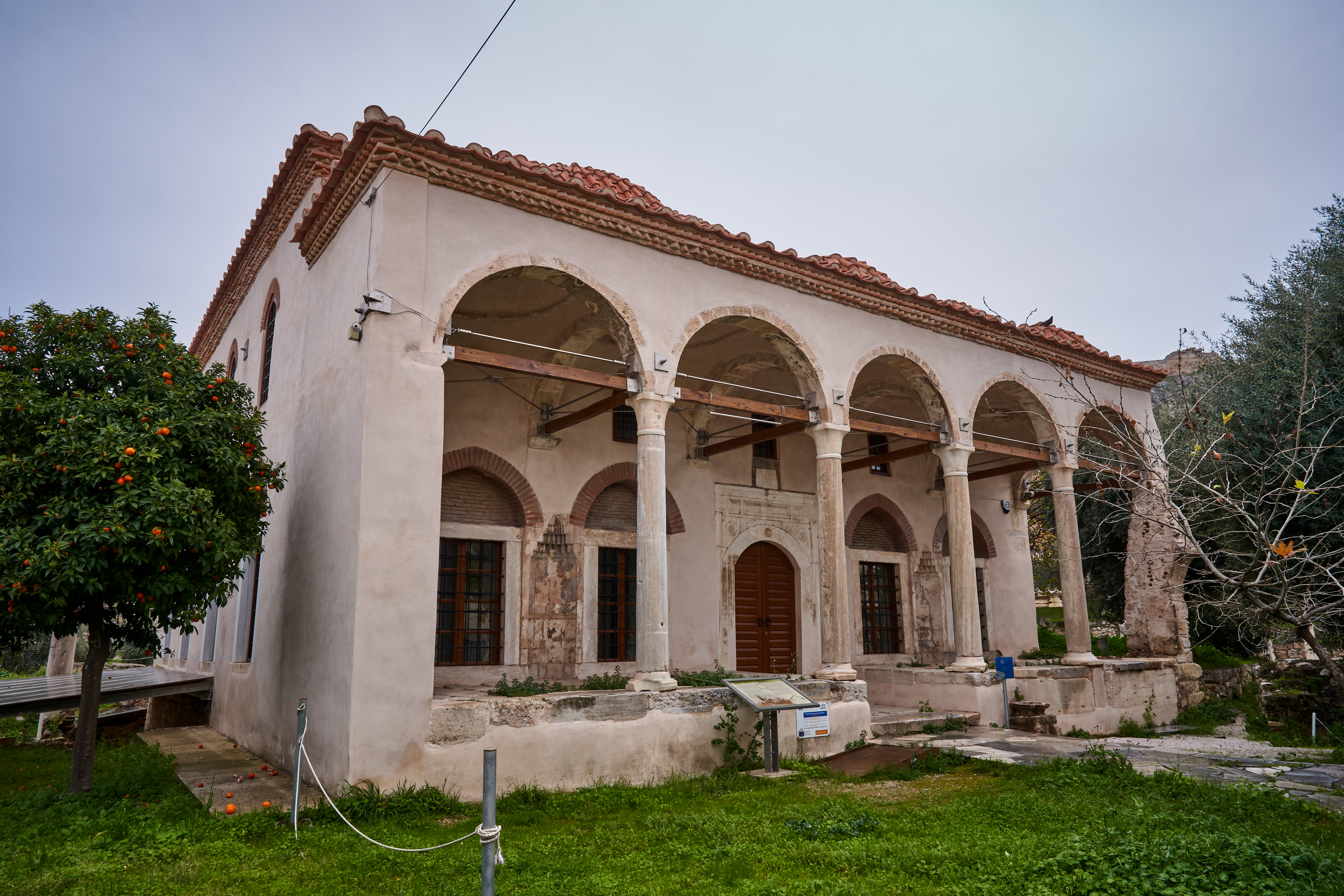
Vista del pórtico después de la restauración.
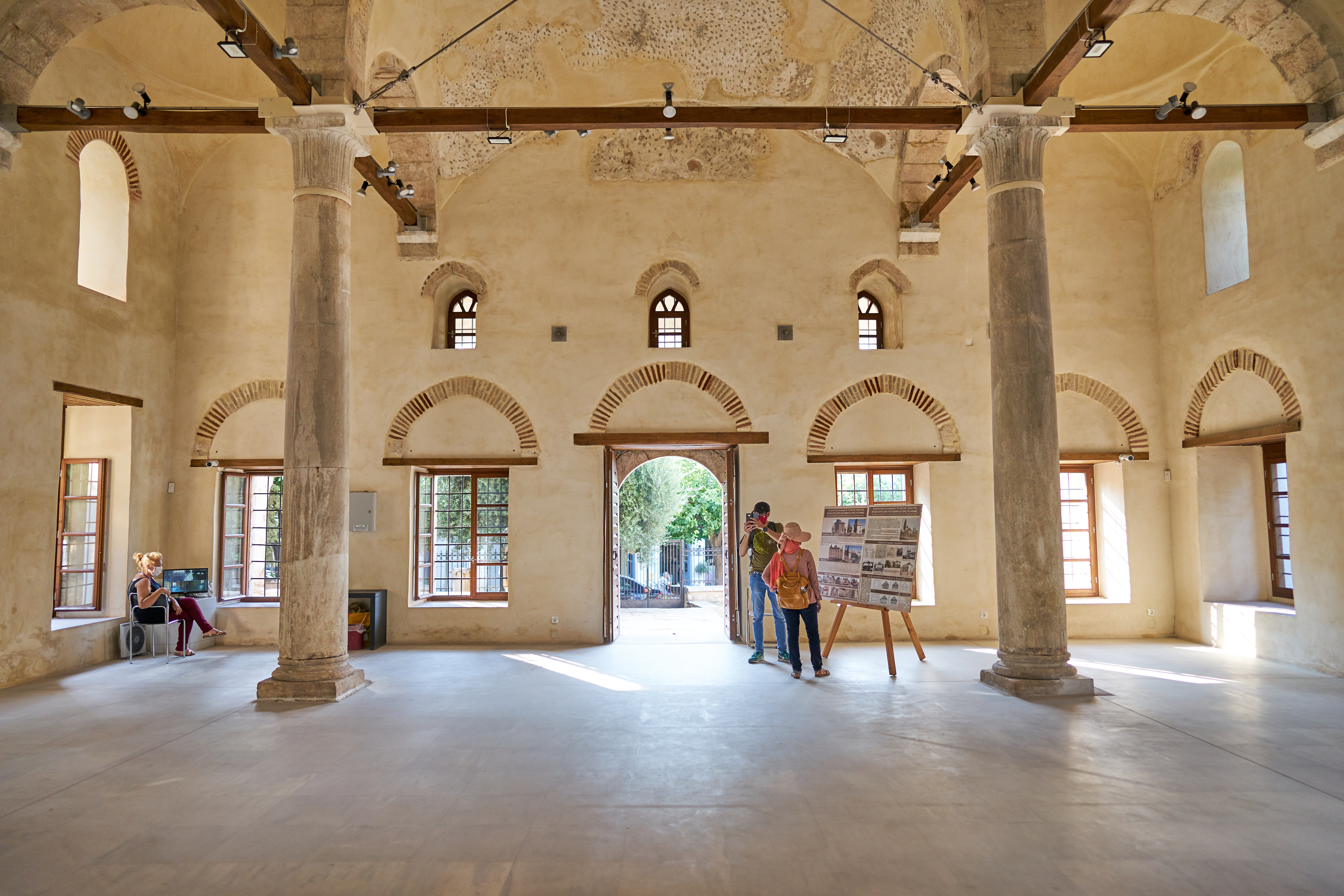
Interior de la mezquita tras su restauración.
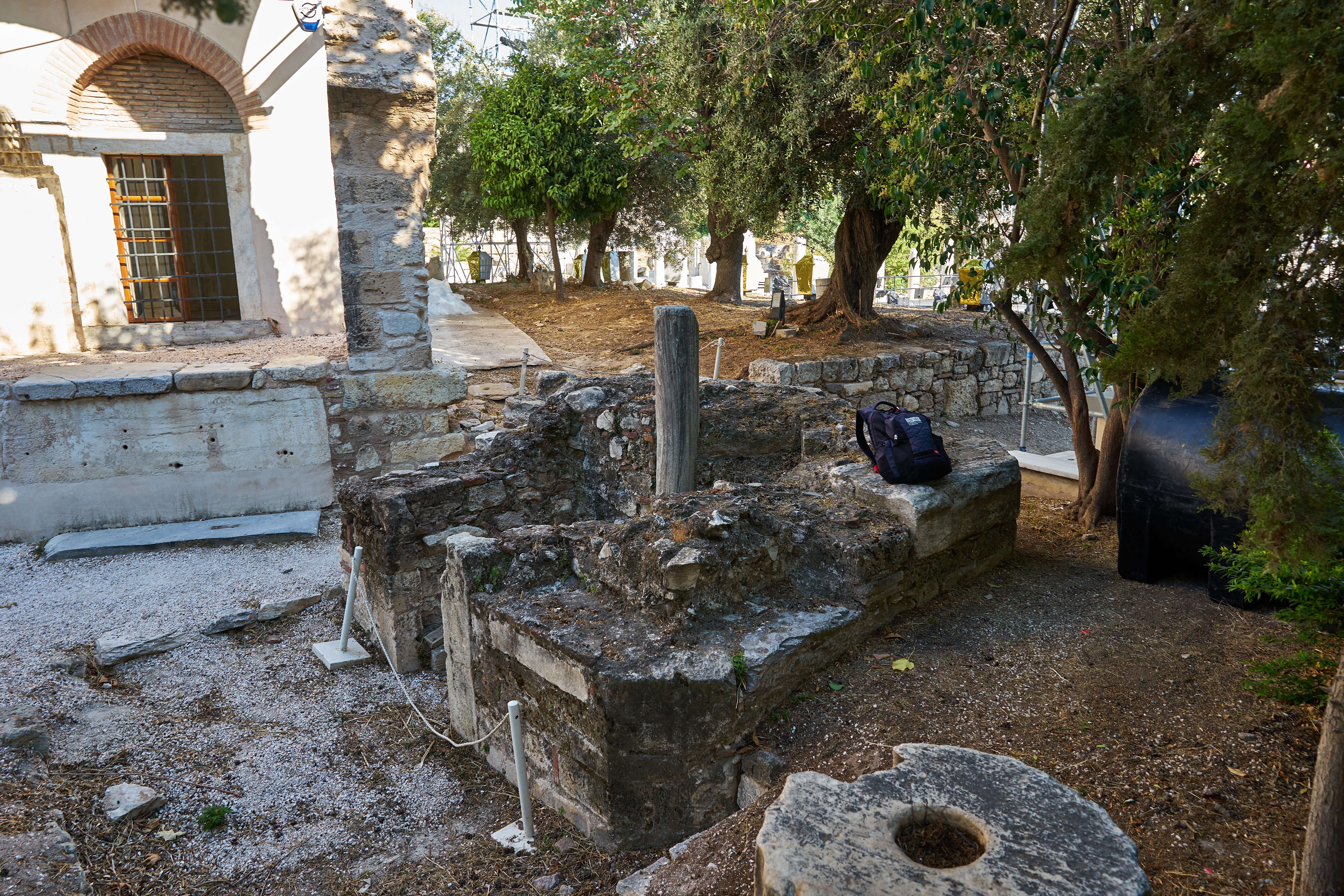
Base del minarete al suroeste.